# Eredivisie 2015-16
La Eredivisie 2015-16 fue la sexagésima edición de la Eredivisie, la primera división de fútbol de los Países Bajos. Comenzó el 7 de agosto de 2015 y finalizó el 8 de mayo de 2016. El PSV Eindhoven era el defensor del título al conquistar la Eredivisie la pasada temporada, y revalidó el título al ganar al PEC Zwolle y empatar el Ajax frente al De Graafschap en la última jornada.

## Ascensos y descensos
| Pos. | Descendidos de la Eredivisie |
| ---- | ---------------------------- |
| 16.° | NAC Breda (promoción)        |
| 17.º | Go Ahead Eagles (promoción)  |
| 18.º | Dordrecht                    |

| Pos. | Ascendidos de la Eerste Divisie |
| ---- | ------------------------------- |
| 1.º  | NEC Nijmegen                    |
| 2.º  | Roda JC Kerkrade (promoción)    |
| 3.º  | De Graafschap (promoción)       |

## Información de los equipos
| Club               | Ciudad     | Entrenador               | Estadio                  | Capacidad |
| ------------------ | ---------- | ------------------------ | ------------------------ | --------- |
| ADO Den Haag       | La Haya    | Henk Fraser              | Kyocera Stadion          | 15.000    |
| Ajax               | Ámsterdam  | Frank de Boer            | Amsterdam ArenA          | 53.052    |
| AZ                 | Alkmaar    | John van den Brom        | AFAS Stadion             | 17.023    |
| Cambuur Leeuwarden | Leeuwarden | Marcel Keizer            | Cambuur Stadion          | 10.250    |
| De Graafschap      | Doetinchem | Jan Vreman               | De Vijverberg            | 12.600    |
| Excelsior          | Róterdam   | Alfons Groenendijk       | Stadion Woudestein       | 3.531     |
| Feyenoord          | Róterdam   | Giovanni van Bronckhorst | Stadion Feijenoord       | 51.177    |
| FC Groningen       | Groninga   | Erwin van de Looi        | Euroborg                 | 22.550    |
| SC Heerenveen      | Heerenveen | Foppe de Haan            | Abe Lenstra Stadion      | 26.100    |
| Heracles Almelo    | Almelo     | John Stegeman            | Polman Stadion           | 8.500     |
| NEC                | Nijmegen   | Ernest Faber             | Stadion de Goffert       | 12.500    |
| PSV                | Eindhoven  | Phillip Cocu             | Philips Stadion          | 36.000    |
| Roda JC            | Kerkrade   | Darije Kalezić           | Parkstad Limburg Stadion | 19.979    |
| FC Twente          | Enschede   | René Hake                | De Grolsch Veste         | 30.205    |
| FC Utrecht         | Utrecht    | Erik ten Hag             | Stadion Galgenwaard      | 23.750    |
| Vitesse            | Arnhem     | Rob Maas                 | Gelredome                | 25.000    |
| Willem II          | Tilburgo   | Jurgen Streppel          | Willem II Stadion        | 14.637    |
| PEC Zwolle         | Zwolle     | Ron Jans                 | IJsseldelta Stadion      | 12.500    |

## Clasificación
|  |     | Equipo            | PJ | PG | PE | PP | GF | GC | DG  | PTS |
|  | --- | ----------------- | -- | -- | -- | -- | -- | -- | --- | --- |
|  | 1.  | PSV Eindhoven (C) | 34 | 26 | 6  | 2  | 88 | 32 | +56 | 84  |
|  | 2.  | Ajax              | 34 | 25 | 7  | 2  | 81 | 21 | +60 | 82  |
|  | 3.  | Feyenoord (CC)    | 34 | 19 | 6  | 9  | 62 | 40 | +22 | 63  |
|  | 4.  | AZ Alkmaar        | 34 | 18 | 5  | 11 | 70 | 53 | +17 | 59  |
|  | 5.  | Utrecht           | 34 | 15 | 8  | 11 | 57 | 48 | +9  | 53  |
|  | 6.  | Heracles (G)      | 34 | 14 | 9  | 11 | 47 | 49 | -2  | 51  |
|  | 7.  | Groningen         | 34 | 14 | 8  | 12 | 41 | 48 | -7  | 50  |
|  | 8.  | PEC Zwolle        | 34 | 14 | 6  | 14 | 56 | 54 | +2  | 48  |
|  | 9.  | Vitesse           | 34 | 12 | 10 | 12 | 55 | 38 | +17 | 46  |
|  | 10. | NEC Nijmegen      | 34 | 13 | 7  | 14 | 37 | 42 | -5  | 46  |
|  | 11. | ADO Den Haag      | 34 | 10 | 13 | 11 | 48 | 49 | -1  | 43  |
|  | 12. | Heerenveen        | 34 | 11 | 9  | 14 | 46 | 61 | -15 | 42  |
|  | 13. | Twente            | 34 | 12 | 7  | 15 | 49 | 64 | -15 | 40  |
|  | 14. | Roda JC           | 34 | 8  | 10 | 16 | 34 | 55 | -21 | 34  |
|  | 15. | Excelsior         | 34 | 7  | 9  | 18 | 34 | 60 | -26 | 30  |
|  | 16. | Willem II         | 34 | 6  | 11 | 17 | 35 | 53 | -18 | 29  |
|  | 17. | De Graafschap (D) | 34 | 5  | 8  | 21 | 39 | 66 | -27 | 23  |
|  | 18. | Cambuur (D)       | 34 | 3  | 9  | 22 | 33 | 79 | -46 | 18  |

Nota:
- El FC Twente fue penalizado con 3 puntos por dificultades financieras.
- Debido a que el campeón de la Copa de los Países Bajos 2016 (Feyenoord) clasificó para la fase de grupos de la Liga Europea de la UEFA 2015-16, el lugar que otorga la 3ª posición en la Liga Europea de la UEFA 2015-16 pasa al 4º clasificado.
- El 18 de mayo el KNVB anunció que FC Twente había sido bajaron a Eerste Divisie por dificultades financieras y mala administración, sin embargo el equipo apela a esta decisión con éxito y la medida era suspendido.

|           | Clasificado para la Fase de grupos de la Liga de Campeones 2016-17.           |
|           | Clasificado para la Tercera ronda previa de la Liga de Campeones 2016-17.     |
|           | Clasificado para la Fase de grupos de la Liga Europea 2016-17.                |
|           | Clasificado para la Tercera ronda previa de la Liga Europea 2016-17.          |
|           | Play-offs para ingresar a la Tercera ronda previa de la Liga Europea 2016-17. |
|           | Play-offs de descenso.                                                        |
| Descendió | Descendido a la Eerste Divisie.                                               |

| (C) Campeón                                         |
| (CC) Campeón de la Copa de los Países Bajos 2015-16 |
| (D) Descendido                                      |
| (G) Ganador de los play-offs                        |

### Evolución de las posiciones
| Equipo / Jornada | 1  | 2  | 3  | 4  | 5  | 6  | 7  | 8  | 9  | 10 | 11 | 12 | 13 | 14 | 15 | 16 | 17 | 18 | 19 | 20 | 21 | 22 | 23 | 24 | 25 | 26 | 27 | 28 | 29 | 30 | 31 | 32 | 33 | 34 |
| Equipo / Jornada |    |    |    |    |    |    |    |    |    |    |    |    |    |    |    |    |    |    |    |    |    |    |    |    |    |    |    |    |    |    |    |    |    |    |
| ---------------- | -- | -- | -- | -- | -- | -- | -- | -- | -- | -- | -- | -- | -- | -- | -- | -- | -- | -- | -- | -- | -- | -- | -- | -- | -- | -- | -- | -- | -- | -- | -- | -- | -- | -- |
| PSV Eindhoven    | 9  | 7  | 8  | 6  | 4  | 5  | 4  | 4  | 3  | 3  | 3  | 2  | 3  | 3  | 3  | 3  | 2  | 2  | 2  | 2  | 1  | 1  | 1  | 1  | 1  | 1  | 1  | 2  | 2  | 2  | 2  | 2  | 2  | 1  |
| Ajax             | 1  | 1  | 1  | 1  | 1  | 1  | 1  | 1  | 1  | 1  | 1  | 1  | 1  | 1  | 1  | 1  | 1  | 1  | 1  | 1  | 2  | 2  | 2  | 2  | 2  | 2  | 2  | 1  | 1  | 1  | 1  | 1  | 1  | 2  |
| Feyenoord        | 4  | 2  | 2  | 3  | 3  | 4  | 2  | 2  | 2  | 2  | 2  | 3  | 2  | 2  | 2  | 2  | 3  | 3  | 3  | 3  | 3  | 4  | 6  | 7  | 3  | 3  | 3  | 3  | 3  | 3  | 3  | 3  | 3  | 3  |
| AZ Alkmaar       | 18 | 15 | 13 | 14 | 13 | 14 | 11 | 9  | 10 | 11 | 11 | 10 | 9  | 10 | 10 | 11 | 12 | 10 | 10 | 9  | 8  | 6  | 4  | 3  | 4  | 4  | 4  | 4  | 4  | 6  | 4  | 4  | 4  | 4  |
| Utrecht          | 14 | 11 | 12 | 10 | 7  | 10 | 10 | 11 | 11 | 9  | 9  | 9  | 10 | 9  | 9  | 8  | 7  | 7  | 5  | 7  | 7  | 9  | 7  | 4  | 5  | 5  | 5  | 5  | 5  | 4  | 5  | 5  | 5  | 5  |
| Heracles         | 17 | 8  | 4  | 2  | 2  | 2  | 3  | 3  | 4  | 4  | 4  | 4  | 4  | 4  | 4  | 4  | 4  | 6  | 4  | 5  | 4  | 3  | 3  | 5  | 6  | 9  | 6  | 6  | 6  | 5  | 6  | 6  | 6  | 6  |
| Groningen        | 10 | 14 | 10 | 13 | 9  | 8  | 8  | 10 | 9  | 8  | 8  | 8  | 8  | 6  | 5  | 5  | 8  | 9  | 9  | 10 | 9  | 7  | 9  | 10 | 10 | 10 | 11 | 12 | 11 | 10 | 11 | 10 | 8  | 7  |
| PEC Zwolle       | 8  | 4  | 3  | 5  | 5  | 3  | 5  | 5  | 6  | 6  | 7  | 7  | 7  | 8  | 8  | 7  | 9  | 8  | 8  | 8  | 10 | 10 | 10 | 9  | 9  | 8  | 9  | 8  | 9  | 8  | 9  | 7  | 7  | 8  |
| Vitesse          | 12 | 5  | 9  | 7  | 8  | 7  | 6  | 6  | 5  | 5  | 5  | 5  | 6  | 5  | 6  | 6  | 5  | 4  | 6  | 6  | 6  | 8  | 5  | 6  | 7  | 6  | 7  | 7  | 7  | 7  | 8  | 9  | 10 | 9  |
| NEC Nijmegen     | 5  | 10 | 11 | 9  | 10 | 9  | 9  | 7  | 7  | 7  | 6  | 6  | 5  | 7  | 7  | 9  | 6  | 5  | 7  | 4  | 5  | 5  | 8  | 8  | 8  | 7  | 8  | 9  | 8  | 9  | 7  | 8  | 9  | 10 |
| ADO Den Haag     | 6  | 3  | 6  | 11 | 12 | 12 | 13 | 15 | 14 | 14 | 13 | 14 | 14 | 12 | 13 | 12 | 10 | 11 | 11 | 12 | 12 | 12 | 11 | 11 | 13 | 11 | 10 | 10 | 10 | 12 | 10 | 11 | 11 | 11 |
| Heerenveen       | 2  | 6  | 7  | 8  | 11 | 11 | 12 | 13 | 15 | 15 | 14 | 12 | 12 | 11 | 11 | 10 | 11 | 12 | 12 | 11 | 11 | 11 | 12 | 12 | 11 | 12 | 13 | 13 | 12 | 11 | 12 | 12 | 12 | 12 |
| Twente           | 11 | 16 | 16 | 16 | 16 | 16 | 15 | 16 | 13 | 13 | 15 | 15 | 15 | 16 | 16 | 16 | 17 | 16 | 16 | 16 | 15 | 14 | 13 | 13 | 12 | 13 | 12 | 11 | 13 | 13 | 13 | 13 | 13 | 13 |
| Roda JC          | 3  | 9  | 5  | 4  | 6  | 6  | 7  | 8  | 8  | 10 | 10 | 13 | 13 | 14 | 14 | 14 | 15 | 15 | 13 | 13 | 13 | 13 | 14 | 14 | 14 | 14 | 14 | 14 | 14 | 14 | 14 | 14 | 14 | 14 |
| Excelsior        | 15 | 12 | 15 | 12 | 14 | 15 | 16 | 12 | 12 | 12 | 12 | 11 | 11 | 13 | 12 | 13 | 14 | 14 | 15 | 15 | 16 | 16 | 16 | 16 | 16 | 16 | 16 | 16 | 16 | 16 | 15 | 16 | 15 | 15 |
| Willem II        | 13 | 17 | 14 | 15 | 15 | 13 | 14 | 14 | 16 | 16 | 16 | 16 | 16 | 15 | 15 | 15 | 13 | 13 | 14 | 14 | 14 | 15 | 15 | 15 | 15 | 15 | 15 | 15 | 15 | 15 | 16 | 15 | 16 | 16 |
| De Graafschap    | 16 | 18 | 18 | 18 | 18 | 18 | 18 | 18 | 18 | 18 | 18 | 18 | 18 | 18 | 18 | 18 | 18 | 18 | 18 | 18 | 18 | 18 | 17 | 17 | 18 | 18 | 17 | 17 | 17 | 17 | 17 | 17 | 17 | 17 |
| Cambuur          | 7  | 13 | 17 | 17 | 17 | 17 | 17 | 17 | 17 | 17 | 17 | 17 | 17 | 17 | 17 | 17 | 16 | 17 | 17 | 17 | 17 | 17 | 18 | 18 | 17 | 17 | 18 | 18 | 18 | 18 | 18 | 18 | 18 | 18 |

## Resultados
- Los horarios corresponden al huso horario de los Países Bajos (Hora central europea): UTC+1 en horario estándar y UTC+2 en horario de verano

### Primera rueda
| Roda JC Kerkrade      | 3 - 1 | SC Heracles Almelo | Parkstad Limburg Stadion | 8 de agosto  | 19:45 |
| Feyenoord de Róterdam | 3 - 2 | FC Utrecht         | De Kuip Stadion          | 8 de agosto  | 20:45 |
| AZ Alkmaar            | 0 - 3 | Ajax Amsterdam     | AFAS Stadion             | 9 de agosto  | 12:30 |
| Willem II Tilburg     | 1 - 1 | Vitesse Arnhem     | Willem II Stadion        | 9 de agosto  | 16:45 |
| ADO Den Haag          | 2 - 2 | PSV Eindhoven      | Kyocera Stadion          | 11 de agosto | 18:30 |
| Heerenveen            | 3 - 1 | De Graafschap      | Abe Lenstra Stadion      | 11 de agosto | 20:45 |
| FC Groningen          | 1 - 1 | Twente Enschede    | Euroborg Stadion         | 12 de agosto | 18:30 |
| PEC Zwolle            | 2 - 2 | Cambuur Leeuwarden | IJsseldelta Stadion      | 12 de agosto | 19:45 |
| NEC Nijmegen          | 1 - 0 | Excelsior          | De Goffert               | 12 de agosto | 20:45 |

| Vitesse Arnhem     | 3 - 0 | Roda JC Kerkrade      | Gelredome          | 14 de agosto | 20:00 |
| De Graafschap      | 0 - 3 | PEC Zwolle            | De Vijverberg      | 15 de agosto | 18:30 |
| Ajax Amsterdam     | 3 - 0 | Willem II Tilburg     | Amsterdam ArenA    | 15 de agosto | 19:45 |
| Twente Enschede    | 1 - 4 | ADO Den Haag          | De Grolsch Veste   | 15 de agosto | 19:45 |
| Excelsior          | 2 - 2 | AZ Alkmaar            | Stadion Woudestein | 15 de agosto | 20:45 |
| PSV Eindhoven      | 2 - 0 | FC Groningen          | Philips Stadion    | 16 de agosto | 12:30 |
| Cambuur Leeuwarden | 0 - 2 | Feyenoord de Róterdam | Cambuur Stadion    | 16 de agosto | 14:30 |
| FC Utrecht         | 1 - 1 | Heerenveen            | Nieuw Galgewaard   | 16 de agosto | 14:30 |
| SC Heracles Almelo | 3 - 0 | NEC Nijmegen          | Polman Stadion     | 16 de agosto | 16:45 |

| FC Groningen          | 2 - 0 | Excelsior          | Euroborg Stadion         | 21 de agosto | 20:00 |
| Roda JC Kerkrade      | 1 - 0 | De Graafschap      | Parkstad Limburg Stadion | 22 de agosto | 18:30 |
| Heerenveen            | 1 - 1 | PSV Eindhoven      | Abe Lenstra Stadion      | 22 de agosto | 19:45 |
| Cambuur Leeuwarden    | 1 - 6 | SC Heracles Almelo | Cambuur Stadion          | 22 de agosto | 20:45 |
| PEC Zwolle            | 2 - 1 | Twente Enschede    | IJsseldelta Stadion      | 23 de agosto | 12:30 |
| ADO Den Haag          | 1 - 1 | FC Utrecht         | Kyocera Stadion          | 23 de agosto | 14:30 |
| AZ Alkmaar            | 0 - 0 | Willem II Tilburg  | AFAS Stadion             | 23 de agosto | 14:30 |
| NEC Nijmegen          | 0 - 2 | Ajax Amsterdam     | De Goffert               | 23 de agosto | 14:30 |
| Feyenoord de Róterdam | 2 - 0 | Vitesse Arnhem     | De Kuip Stadion          | 23 de agosto | 16:45 |

| Willem II Tilburg  | 0 - 1 | NEC Nijmegen          | Willem II Stadion   | 28 de agosto | 20:00 |
| FC Utrecht         | 2 - 0 | FC Groningen          | Nieuw Galgewaard    | 29 de agosto | 18:30 |
| Heerenveen         | 1 - 1 | PEC Zwolle            | Abe Lenstra Stadion | 29 de agosto | 19:45 |
| Excelsior          | 3 - 0 | De Graafschap         | Stadion Woudestein  | 29 de agosto | 19:45 |
| SC Heracles Almelo | 2 - 0 | Twente Enschede       | Polman Stadion      | 29 de agosto | 20:45 |
| Ajax Amsterdam     | 4 - 0 | ADO Den Haag          | Amsterdam ArenA     | 30 de agosto | 12:30 |
| AZ Alkmaar         | 0 - 1 | Roda JC Kerkrade      | AFAS Stadion        | 30 de agosto | 14:30 |
| Vitesse Arnhem     | 4 - 1 | Cambuur Leeuwarden    | Gelredome           | 30 de agosto | 14:30 |
| PSV Eindhoven      | 3 - 1 | Feyenoord de Róterdam | Philips Stadion     | 30 de agosto | 16:45 |

| De Graafschap         | 1 - 3 | AZ Alkmaar         | De Vijverberg            | 12 de septiembre | 18:30 |
| Roda JC Kerkrade      | 0 - 0 | NEC Nijmegen       | Parkstad Limburg Stadion | 12 de septiembre | 18:30 |
| Twente Enschede       | 2 - 2 | Ajax de Ámsterdam  | De Grolsch Veste         | 12 de septiembre | 19:45 |
| Cambuur Leeuwarden    | 0 - 6 | PSV Eindhoven      | Cambuur Stadion          | 12 de septiembre | 20:45 |
| PEC Zwolle            | 3 - 0 | Excelsior          | IJsseldelta Stadion      | 12 de septiembre | 20:45 |
| FC Groningen          | 3 - 1 | Heerenveen         | Euroborg Stadion         | 13 de septiembre | 12:30 |
| ADO Den Haag          | 0 - 1 | SC Heracles Almelo | Kyocera Stadion          | 13 de septiembre | 14:30 |
| Feyenoord de Róterdam | 1 - 0 | Willem II Tilburg  | De Kuip Stadion          | 13 de septiembre | 14:30 |
| FC Utrecht            | 2 - 1 | Vitesse Arnhem     | Nieuw Galgewaard         | 13 de septiembre | 16:45 |

| NEC Nijmegen       | 2 - 0 | Heerenveen            | De Goffert               | 18 de septiembre | 20:00 |
| Cambuur Leeuwarden | 0 - 0 | Twente Enschede       | Cambuur Stadion          | 19 de septiembre | 18:30 |
| PEC Zwolle         | 2 - 1 | ADO Den Haag          | IJsseldelta Stadion      | 19 de septiembre | 19:45 |
| SC Heracles Almelo | 2 - 1 | PSV Eindhoven         | Polman Stadion           | 19 de septiembre | 19:45 |
| Willem II Tilburg  | 3 - 1 | FC Utrecht            | Willem II Stadion        | 19 de septiembre | 20:45 |
| Roda JC Kerkrade   | 1 - 1 | Feyenoord de Róterdam | Parkstad Limburg Stadion | 20 de septiembre | 12:30 |
| Excelsior          | 0 - 2 | Ajax Amsterdam        | Stadion Woudestein       | 20 de septiembre | 14:30 |
| FC Groningen       | 2 - 0 | AZ Alkmaar            | Euroborg Stadion         | 20 de septiembre | 16:45 |
| Vitesse Arnhem     | 3 - 0 | De Graafschap         | Gelredome                | 20 de septiembre | 16:45 |

| FC Utrecht            | 3 - 3 | Cambuur Leeuwarden | Nieuw Galgewaard    | 26 de septiembre | 16:30 |
| Heerenveen            | 0 - 0 | Vitesse Arnhem     | Abe Lenstra Stadion | 26 de septiembre | 16:30 |
| Ajax Amsterdam        | 2 - 0 | FC Groningen       | Amsterdam ArenA     | 26 de septiembre | 19:45 |
| AZ Alkmaar            | 3 - 1 | SC Heracles Almelo | AFAS Stadion        | 26 de septiembre | 20:45 |
| PSV Eindhoven         | 2 - 1 | NEC Nijmegen       | Philips Stadion     | 26 de septiembre | 20:45 |
| De Graafschap         | 2 - 2 | Willem II Tilburg  | De Vijverberg       | 27 de septiembre | 12:30 |
| ADO Den Haag          | 3 - 3 | Excelsior          | Kyocera Stadion     | 27 de septiembre | 14:30 |
| Feyenoord de Róterdam | 2 - 0 | PEC Zwolle         | De Kuip Stadion     | 27 de septiembre | 14:30 |
| Twente Enschede       | 2 - 1 | Roda JC Kerkrade   | De Grolsch Veste    | 27 de septiembre | 16:45 |

| SC Heracles Almelo | 2 - 0 | Heerenveen            | Polman Stadion           | 2 de octubre | 20:00 |
| NEC Nijmegen       | 4 - 1 | ADO Den Haag          | De Goffert               | 3 de octubre | 18:30 |
| Roda JC Kerkrade   | 1 - 1 | Cambuur Leeuwarden    | Parkstad Limburg Stadion | 3 de octubre | 19:45 |
| Willem II Tilburg  | 0 - 1 | PEC Zwolle            | Willem II Stadion        | 3 de octubre | 19:45 |
| Excelsior          | 1 - 0 | FC Utrecht            | Stadion Woudestein       | 3 de octubre | 20:45 |
| De Graafschap      | 1 - 2 | Feyenoord de Róterdam | De Vijverberg            | 4 de octubre | 12:30 |
| Ajax de Ámsterdam  | 1 - 2 | PSV Eindhoven         | Amsterdam ArenA          | 4 de octubre | 14:30 |
| Vitesse Arnhem     | 5 - 0 | FC Groningen          | Gelredome                | 4 de octubre | 14:30 |
| AZ Alkmaar         | 3 - 1 | Twente Enschede       | AFAS Stadion             | 4 de octubre | 16:45 |

| FC Groningen       | 2 - 1 | Willem II Tilburg     | Euroborg Stadion    | 17 de octubre | 18:30 |
| Cambuur Leeuwarden | 1 - 1 | AZ Alkmaar            | Cambuur Stadion     | 17 de octubre | 18:30 |
| SC Heracles Almelo | 0 - 2 | Ajax Amsterdam        | Polman Stadion      | 17 de octubre | 19:45 |
| FC Utrecht         | 1 - 1 | Roda JC Kerkrade      | Nieuw Galgewaard    | 17 de octubre | 20:45 |
| PSV Eindhoven      | 1 - 1 | Excelsior             | Philips Stadion     | 17 de octubre | 20:45 |
| Twente Enschede    | 1 - 0 | NEC Nijmegen          | De Grolsch Veste    | 18 de octubre | 12:30 |
| ADO Den Haag       | 1 - 1 | De Graafschap         | Kyocera Stadion     | 18 de octubre | 14:30 |
| Heerenveen         | 2 - 5 | Feyenoord de Róterdam | Abe Lenstra Stadion | 18 de octubre | 14:30 |
| PEC Zwolle         | 1 - 5 | Vitesse Arnhem        | IJsseldelta Stadion | 18 de octubre | 16:45 |

| PEC Zwolle            | 1 - 2 | FC Utrecht         | IJsseldelta Stadion      | 23 de octubre | 20:00 |
| Willem II Tilburg     | 2 - 2 | Heerenveen         | Willem II Stadion        | 24 de octubre | 18:30 |
| De Graafschap         | 0 - 1 | SC Heracles Almelo | De Vijverberg            | 24 de octubre | 19:45 |
| Twente Enschede       | 1 - 3 | PSV Eindhoven      | De Grolsch Veste         | 24 de octubre | 19:45 |
| Roda JC Kerkrade      | 1 - 2 | Excelsior          | Parkstad Limburg Stadion | 24 de octubre | 20:45 |
| Cambuur Leeuwarden    | 1 - 1 | ADO Den Haag       | Cambuur Stadion          | 25 de octubre | 12:30 |
| NEC Nijmegen          | 1 - 1 | FC Groningen       | De Goffert               | 25 de octubre | 14:30 |
| Vitesse Arnhem        | 1 - 3 | Ajax Amsterdam     | Gelredome                | 25 de octubre | 14:30 |
| Feyenoord de Róterdam | 3 - 1 | AZ Alkmaar         | De Kuip Stadion          | 25 de octubre | 16:45 |

| SC Heracles Almelo | 2 - 1 | Willem II Tilburg     | Polman Stadion      | 30 de octubre  | 20:00 |
| FC Groningen       | 2 - 0 | PEC Zwolle            | Euroborg Stadion    | 31 de octubre  | 18:30 |
| Ajax Amsterdam     | 6 - 0 | Roda JC Kerkrade      | Amsterdam ArenA     | 31 de octubre  | 19:45 |
| Excelsior          | 0 - 3 | Vitesse Arnhem        | Stadion Woudestein  | 31 de octubre  | 19:45 |
| De Graafschap      | 3 - 6 | PSV Eindhoven         | De Vijverberg       | 31 de octubre  | 20:45 |
| ADO Den Haag       | 1 - 0 | Feyenoord de Róterdam | Kyocera Stadion     | 1 de noviembre | 12:30 |
| FC Utrecht         | 4 - 2 | Twente Enschede       | Nieuw Galgewaard    | 1 de noviembre | 14:30 |
| Heerenveen         | 2 - 0 | Cambuur Leeuwarden    | Abe Lenstra Stadion | 1 de noviembre | 14:30 |
| AZ Alkmaar         | 2 - 4 | NEC Nijmegen          | AFAS Stadion        | 1 de noviembre | 16:45 |

| Roda JC Kerkrade      | 1 - 1 | ADO Den Haag       | Parkstad Limburg Stadion | 6 de noviembre | 20:00 |
| Twente Enschede       | 1 - 4 | Heerenveen         | De Grolsch Veste         | 7 de noviembre | 18:30 |
| NEC Nijmegen          | 2 - 0 | De Graafschap      | De Goffert               | 7 de noviembre | 19:45 |
| Willem II Tilburg     | 2 - 3 | Excelsior          | Willem II Stadion        | 7 de noviembre | 19:45 |
| PEC Zwolle            | 1 - 1 | SC Heracles Almelo | IJsseldelta Stadion      | 7 de noviembre | 20:45 |
| PSV Eindhoven         | 3 - 1 | FC Utrecht         | Philips Stadion          | 8 de noviembre | 12:30 |
| Cambuur Leeuwarden    | 2 - 2 | FC Groningen       | Cambuur Stadion          | 8 de noviembre | 14:30 |
| Feyenoord de Róterdam | 1 - 1 | Ajax de Ámsterdam  | De Kuip Stadion          | 8 de noviembre | 14:30 |
| Vitesse Arnhem        | 0 - 2 | AZ Alkmaar         | Gelredome                | 8 de noviembre | 16:45 |

| AZ Alkmaar            | 3 - 1 | Heerenveen         | AFAS Stadion             | 21 de noviembre | 18:30 |
| Roda JC Kerkrade      | 0 - 5 | PEC Zwolle         | Parkstad Limburg Stadion | 21 de noviembre | 18:30 |
| Ajax Amsterdam        | 5 - 1 | Cambuur Leeuwarden | Amsterdam ArenA          | 21 de noviembre | 19:45 |
| De Graafschap         | 1 - 2 | FC Groningen       | De Vijverberg            | 21 de noviembre | 20:45 |
| Willem II Tilburg     | 2 - 2 | PSV Eindhoven      | Willem II Stadion        | 21 de noviembre | 20:45 |
| SC Heracles Almelo    | 0 - 0 | Excelsior          | Polman Stadion           | 22 de noviembre | 12:30 |
| Feyenoord de Róterdam | 5 - 0 | Twente Enschede    | De Kuip Stadion          | 22 de noviembre | 14:30 |
| NEC Nijmegen          | 1 - 0 | FC Utrecht         | De Goffert               | 22 de noviembre | 14:30 |
| ADO Den Haag          | 2 - 2 | Vitesse Arnhem     | Kyocera Stadion          | 22 de noviembre | 16:45 |

| Cambuur Leeuwarden | 2 - 3 | De Graafschap         | Cambuur Stadion     | 27 de noviembre | 20:00 |
| Heerenveen         | 3 - 0 | Roda JC Kerkrade      | Abe Lenstra Stadion | 28 de noviembre | 18:30 |
| Excelsior          | 2 - 4 | Feyenoord de Róterdam | Stadion Woudestein  | 28 de noviembre | 19:45 |
| Twente Enschede    | 1 - 3 | Willem II Tilburg     | De Grolsch Veste    | 28 de noviembre | 20:45 |
| Vitesse Arnhem     | 1 - 0 | NEC Nijmegen          | Gelredome           | 29 de noviembre | 12:30 |
| FC Groningen       | 2 - 1 | ADO Den Haag          | Euroborg Stadion    | 29 de noviembre | 14:30 |
| FC Utrecht         | 4 - 2 | SC Heracles Almelo    | Nieuw Galgewaard    | 29 de noviembre | 14:30 |
| PEC Zwolle         | 0 - 2 | Ajax Amsterdam        | IJsseldelta Stadion | 29 de noviembre | 14:30 |
| PSV Eindhoven      | 3 - 0 | AZ Alkmaar            | Philips Stadion     | 29 de noviembre | 16:45 |

| AZ Alkmaar            | 0 - 1 | ADO Den Haag       | AFAS Stadion             | 4 de diciembre | 20:00 |
| Excelsior             | 1 - 1 | Twente Enschede    | Stadion Woudestein       | 5 de diciembre | 18:30 |
| De Graafschap         | 0 - 1 | FC Utrecht         | De Vijverberg            | 5 de diciembre | 19:45 |
| Vitesse Arnhem        | 0 - 1 | PSV Eindhoven      | Gelredome                | 5 de diciembre | 19:45 |
| Ajax Amsterdam        | 5 - 2 | Heerenveen         | Amsterdam ArenA          | 5 de diciembre | 20:45 |
| Willem II Tilburg     | 3 - 0 | Cambuur Leeuwarden | Willem II Stadion        | 6 de diciembre | 12:30 |
| Feyenoord de Róterdam | 3 - 0 | SC Heracles Almelo | De Kuip Stadion          | 6 de diciembre | 14:30 |
| NEC Nijmegen          | 2 - 2 | PEC Zwolle         | De Goffert               | 6 de diciembre | 14:30 |
| Roda JC Kerkrade      | 0 - 0 | FC Groningen       | Parkstad Limburg Stadion | 6 de diciembre | 16:45 |

| Heerenveen         | 2 - 1 | Excelsior             | Abe Lenstra Stadion | 11 de diciembre | 20:00 |
| ADO Den Haag       | 1 - 1 | Willem II Tilburg     | Kyocera Stadion     | 12 de diciembre | 18:30 |
| Cambuur Leeuwarden | 3 - 1 | NEC Nijmegen          | Cambuur Stadion     | 12 de diciembre | 19:45 |
| PSV Eindhoven      | 1 - 1 | Roda JC Kerkrade      | Philips Stadion     | 12 de diciembre | 19:45 |
| Twente Enschede    | 2 - 1 | De Graafschap         | De Grolsch Veste    | 12 de diciembre | 20:45 |
| FC Utrecht         | 1 - 0 | Ajax de Ámsterdam     | Nieuw Galgewaard    | 13 de diciembre | 12:30 |
| FC Groningen       | 1 - 1 | Feyenoord de Róterdam | Euroborg Stadion    | 13 de diciembre | 14:30 |
| PEC Zwolle         | 2 - 1 | AZ Alkmaar            | IJsseldelta Stadion | 13 de diciembre | 14:30 |
| SC Heracles Almelo | 1 - 1 | Vitesse Arnhem        | Polman Stadion      | 13 de diciembre | 16:45 |

| Vitesse Arnhem     | 5 - 1 | Twente Enschede       | Gelredome           | 18 de diciembre | 20:00 |
| AZ Alkmaar         | 2 - 2 | FC Utrecht            | AFAS Stadion        | 19 de diciembre | 18:30 |
| PSV Eindhoven      | 3 - 2 | PEC Zwolle            | Philips Stadion     | 19 de diciembre | 19:45 |
| SC Heracles Almelo | 2 - 1 | FC Groningen          | Polman Stadion      | 19 de diciembre | 20:45 |
| Excelsior          | 1 - 4 | Cambuur Leeuwarden    | Stadion Woudestein  | 20 de diciembre | 12:30 |
| Heerenveen         | 0 - 4 | ADO Den Haag          | Abe Lenstra Stadion | 20 de diciembre | 14:30 |
| NEC Nijmegen       | 3 - 1 | Feyenoord de Róterdam | De Goffert          | 20 de diciembre | 14:30 |
| Willem II Tilburg  | 3 - 2 | Roda JC Kerkrade      | Willem II Stadion   | 20 de diciembre | 14:30 |
| Ajax Amsterdam     | 2 - 1 | De Graafschap         | Amsterdam ArenA     | 20 de diciembre | 16:45 |

### Segunda rueda
| Twente Enschede       | 4 - 0 | SC Heracles Almelo | De Grolsch Veste         | 15 de enero | 20:00 |
| Cambuur Leeuwarden    | 0 - 2 | Vitesse Arnhem     | Cambuur Stadion          | 16 de enero | 18:30 |
| PEC Zwolle            | 5 - 2 | Heerenveen         | IJsseldelta Stadion      | 16 de enero | 19:45 |
| Roda JC Kerkrade      | 0 - 1 | AZ Alkmaar         | Parkstad Limburg Stadion | 16 de enero | 19:45 |
| De Graafschap         | 2 - 0 | Excelsior          | De Vijverberg            | 16 de enero | 20:45 |
| ADO Den Haag          | 0 - 1 | Ajax Amsterdam     | Kyocera Stadion          | 17 de enero | 12:30 |
| FC Groningen          | 1 - 4 | FC Utrecht         | Euroborg Stadion         | 17 de enero | 14:30 |
| Feyenoord de Róterdam | 0 - 2 | PSV Eindhoven      | De Kuip Stadion          | 17 de enero | 14:30 |
| NEC Nijmegen          | 1 - 0 | Willem II Tilburg  | De Goffert               | 17 de enero | 16:45 |

| FC Groningen       | 0 - 0 | NEC Nijmegen          | Euroborg Stadion    | 22 de enero | 20:00 |
| SC Heracles Almelo | 2 - 1 | De Graafschap         | Polman Stadion      | 23 de enero | 18:30 |
| Ajax Amsterdam     | 1 - 0 | Vitesse Arnhem        | Amsterdam ArenA     | 23 de enero | 19:45 |
| Excelsior          | 0 - 1 | Roda JC Kerkrade      | Stadion Woudestein  | 23 de enero | 19:45 |
| Heerenveen         | 3 - 1 | Willem II Tilburg     | Abe Lenstra Stadion | 23 de enero | 20:45 |
| AZ Alkmaar         | 4 - 2 | Feyenoord de Róterdam | AFAS Stadion        | 24 de enero | 12:30 |
| FC Utrecht         | 1 - 0 | PEC Zwolle            | Nieuw Galgewaard    | 24 de enero | 14:30 |
| PSV Eindhoven      | 4 - 2 | Twente Enschede       | Philips Stadion     | 24 de enero | 14:30 |
| ADO Den Haag       | 2 - 1 | Cambuur Leeuwarden    | Kyocera Stadion     | 24 de enero | 16:45 |

| Willem II Tilburg     | 1 - 1 | FC Groningen       | Willem II Stadion        | 26 de enero | 18:30 |
| Ajax de Ámsterdam     | 0 - 0 | SC Heracles Almelo | Amsterdam ArenA          | 26 de enero | 20:45 |
| AZ Alkmaar            | 3 - 1 | Cambuur Leeuwarden | AFAS Stadion             | 27 de enero | 18:30 |
| NEC Nijmegen          | 2 - 0 | Twente Enschede    | De Goffert               | 27 de enero | 18:30 |
| De Graafschap         | 3 - 1 | ADO Den Haag       | De Vijverberg            | 27 de enero | 19:45 |
| Excelsior             | 1 - 3 | PSV Eindhoven      | Stadion Woudestein       | 27 de enero | 20:45 |
| Vitesse Arnhem        | 1 - 1 | PEC Zwolle         | Gelredome                | 27 de enero | 20:45 |
| Roda JC Kerkrade      | 1 - 0 | FC Utrecht         | Parkstad Limburg Stadion | 28 de enero | 18:30 |
| Feyenoord de Róterdam | 1 - 2 | Heerenveen         | De Kuip Stadion          | 28 de enero | 20:45 |

| Willem II Tilburg     | 0 - 0 | SC Heracles Almelo | Willem II Stadion        | 29 de enero | 20:00 |
| Vitesse Arnhem        | 0 - 0 | Excelsior          | Gelredome                | 30 de enero | 18:30 |
| PEC Zwolle            | 1 - 3 | FC Groningen       | IJsseldelta Stadion      | 30 de enero | 19:45 |
| PSV Eindhoven         | 4 - 2 | De Graafschap      | Philips Stadion          | 30 de enero | 19:45 |
| NEC Nijmegen          | 0 - 3 | AZ Alkmaar         | De Goffert               | 30 de enero | 20:45 |
| Roda JC Kerkrade      | 2 - 2 | Ajax de Ámsterdam  | Parkstad Limburg Stadion | 31 de enero | 12:30 |
| Cambuur Leeuwarden    | 0 - 1 | Heerenveen         | Cambuur Stadion          | 31 de enero | 14:30 |
| Feyenoord de Róterdam | 0 - 2 | ADO Den Haag       | De Kuip Stadion          | 31 de enero | 14:30 |
| Twente Enschede       | 3 - 1 | FC Utrecht         | De Grolsch Veste         | 31 de enero | 16:45 |

| Excelsior          | 0 - 0 | Willem II Tilburg     | Stadion Woudestein  | 5 de febrero | 20:00 |
| ADO Den Haag       | 2 - 2 | Roda JC Kerkrade      | Kyocera Stadion     | 6 de febrero | 18:30 |
| AZ Alkmaar         | 1 - 0 | Vitesse Arnhem        | AFAS Stadion        | 6 de febrero | 19:45 |
| Heerenveen         | 1 - 3 | Twente Enschede       | Abe Lenstra Stadion | 6 de febrero | 19:45 |
| SC Heracles Almelo | 2 - 0 | PEC Zwolle            | Polman Stadion      | 6 de febrero | 20:45 |
| Ajax Amsterdam     | 2 - 1 | Feyenoord de Róterdam | Amsterdam ArenA     | 7 de febrero | 12:30 |
| De Graafschap      | 1 - 1 | NEC Nijmegen          | De Vijverberg       | 7 de febrero | 14:30 |
| FC Groningen       | 2 - 0 | Cambuur Leeuwarden    | Euroborg Stadion    | 7 de febrero | 14:30 |
| FC Utrecht         | 0 - 2 | PSV Eindhoven         | Nieuw Galgewaard    | 7 de febrero | 16:45 |

| Cambuur Leeuwarden | 0 - 2 | FC Utrecht            | Cambuur Stadion          | 12 de febrero | 20:00 |
| SC Heracles Almelo | 3 - 6 | AZ Alkmaar            | Polman Stadion           | 13 de febrero | 18:30 |
| Roda JC Kerkrade   | 0 - 1 | Twente Enschede       | Parkstad Limburg Stadion | 13 de febrero | 19:45 |
| Willem II Tilburg  | 0 - 0 | De Graafschap         | Willem II Stadion        | 13 de febrero | 19:45 |
| Vitesse Arnhem     | 3 - 0 | Heerenveen            | Gelredome                | 13 de febrero | 20:45 |
| FC Groningen       | 1 - 2 | Ajax Amsterdam        | Euroborg Stadion         | 14 de febrero | 12:30 |
| Excelsior          | 2 - 4 | ADO Den Haag          | Stadion Woudestein       | 14 de febrero | 14:30 |
| PEC Zwolle         | 3 - 1 | Feyenoord de Róterdam | IJsseldelta Stadion      | 14 de febrero | 14:30 |
| NEC Nijmegen       | 0 - 3 | PSV Eindhoven         | De Goffert               | 14 de febrero | 16:45 |

| ADO Den Haag          | 0 - 2 | PEC Zwolle         | Kyocera Stadion     | 19 de febrero | 20:00 |
| AZ Alkmaar            | 4 - 1 | FC Groningen       | AFAS Stadion        | 20 de febrero | 18:30 |
| Heerenveen            | 1 - 1 | NEC Nijmegen       | Abe Lenstra Stadion | 20 de febrero | 19:45 |
| PSV Eindhoven         | 2 - 0 | SC Heracles Almelo | Philips Stadion     | 20 de febrero | 19:45 |
| Twente Enschede       | 3 - 0 | Cambuur Leeuwarden | De Grolsch Veste    | 20 de febrero | 20:45 |
| De Graafschap         | 2 - 2 | Vitesse Arnhem     | De Vijverberg       | 21 de febrero | 12:30 |
| Ajax Amsterdam        | 3 - 0 | Excelsior          | Amsterdam ArenA     | 21 de febrero | 14:30 |
| FC Utrecht            | 2 - 1 | Willem II Tilburg  | Nieuw Galgewaard    | 21 de febrero | 14:30 |
| Feyenoord de Róterdam | 1 - 1 | Roda JC Kerkrade   | De Kuip Stadion     | 21 de febrero | 16:45 |

| Excelsior          | 2 - 0 | NEC Nijmegen          | Stadion Woudestein | 26 de febrero | 20:00 |
| Twente Enschede    | 2 - 0 | FC Groningen          | De Grolsch Veste   | 27 de febrero | 18:30 |
| PSV Eindhoven      | 2 - 0 | ADO Den Haag          | Philips Stadion    | 27 de febrero | 19:45 |
| Cambuur Leeuwarden | 1 - 0 | PEC Zwolle            | Cambuur Stadion    | 27 de febrero | 19:45 |
| Vitesse Arnhem     | 0 - 1 | Willem II Tilburg     | Gelredome          | 27 de febrero | 20:45 |
| SC Heracles Almelo | 0 - 5 | Roda JC Kerkrade      | Polman Stadion     | 28 de febrero | 12:30 |
| De Graafschap      | 0 - 1 | Heerenveen            | De Vijverberg      | 28 de febrero | 14:30 |
| FC Utrecht         | 1 - 2 | Feyenoord de Róterdam | Nieuw Galgewaard   | 28 de febrero | 14:30 |
| Ajax Amsterdam     | 4 - 1 | AZ Alkmaar            | Amsterdam ArenA    | 28 de febrero | 16:45 |

| ADO Den Haag          | 2 - 1 | Twente Enschede    | Kyocera Stadion          | 4 de marzo | 20:00 |
| PEC Zwolle            | 2 - 1 | De Graafschap      | IJsseldelta Stadion      | 5 de marzo | 18:30 |
| FC Groningen          | 0 - 3 | PSV Eindhoven      | Euroborg Stadion         | 5 de marzo | 19:45 |
| Heerenveen            | 0 - 4 | FC Utrecht         | Abe Lenstra Stadion      | 5 de marzo | 20:45 |
| NEC Nijmegen          | 1 - 0 | SC Heracles Almelo | De Goffert               | 6 de marzo | 12:30 |
| AZ Alkmaar            | 2 - 0 | Excelsior          | AFAS Stadion             | 6 de marzo | 14:30 |
| Roda JC Kerkrade      | 1 - 2 | Vitesse Arnhem     | Parkstad Limburg Stadion | 6 de marzo | 14:30 |
| Willem II Tilburg     | 0 - 4 | Ajax Amsterdam     | Willem II Stadion        | 6 de marzo | 14:30 |
| Feyenoord de Róterdam | 3 - 1 | Cambuur Leeuwarden | De Kuip Stadion          | 6 de marzo | 16:45 |

| De Graafschap      | 3 - 0 | Roda JC Kerkrade      | De Vijverberg      | 11 de marzo | 20:00 |
| Twente Enschede    | 2 - 1 | PEC Zwolle            | De Grolsch Veste   | 12 de marzo | 18:30 |
| PSV Eindhoven      | 1 - 1 | Heerenveen            | Philips Stadion    | 12 de marzo | 19:45 |
| Willem II Tilburg  | 0 - 2 | AZ Alkmaar            | Willem II Stadion  | 12 de marzo | 19:45 |
| Excelsior          | 2 - 1 | FC Groningen          | Stadion Woudestein | 12 de marzo | 20:45 |
| FC Utrecht         | 2 - 2 | ADO Den Haag          | Nieuw Galgewaard   | 13 de marzo | 12:30 |
| SC Heracles Almelo | 3 - 1 | Cambuur Leeuwarden    | Polman Stadion     | 13 de marzo | 14:30 |
| Vitesse Arnhem     | 0 - 2 | Feyenoord de Róterdam | Gelredome          | 13 de marzo | 14:30 |
| Ajax de Ámsterdam  | 2 - 2 | NEC Nijmegen          | Amsterdam ArenA    | 13 de marzo | 16:45 |

| FC Utrecht            | 2 - 1 | Excelsior          | Nieuw Galgewaard    | 18 de marzo | 20:00 |
| Heerenveen            | 0 - 1 | SC Heracles Almelo | Abe Lenstra Stadion | 19 de marzo | 18:30 |
| Feyenoord de Róterdam | 3 - 1 | De Graafschap      | De Kuip Stadion     | 19 de marzo | 19:45 |
| PEC Zwolle            | 4 - 1 | Willem II Tilburg  | IJsseldelta Stadion | 19 de marzo | 19:45 |
| Cambuur Leeuwarden    | 0 - 1 | Roda JC Kerkrade   | Cambuur Stadion     | 19 de marzo | 20:45 |
| Twente Enschede       | 2 - 2 | AZ Alkmaar         | De Grolsch Veste    | 20 de marzo | 12:30 |
| ADO Den Haag          | 1 - 0 | NEC Nijmegen       | Kyocera Stadion     | 20 de marzo | 14:30 |
| FC Groningen          | 0 - 3 | Vitesse Arnhem     | Euroborg Stadion    | 20 de marzo | 14:30 |
| PSV Eindhoven         | 0 - 2 | Ajax Amsterdam     | Philips Stadion     | 20 de marzo | 16:45 |

| De Graafschap         | 2 - 2 | Cambuur Leeuwarden | De Vijverberg            | 2 de abril | 18:30 |
| SC Heracles Almelo    | 1 - 1 | FC Utrecht         | Polman Stadion           | 2 de abril | 18:30 |
| AZ Alkmaar            | 2 - 4 | PSV Eindhoven      | AFAS Stadion             | 2 de abril | 19:45 |
| Feyenoord de Róterdam | 3 - 0 | Excelsior          | De Kuip Stadion          | 2 de abril | 20:45 |
| Willem II Tilburg     | 2 - 3 | Twente Enschede    | Willem II Stadion        | 2 de abril | 20:45 |
| NEC Nijmegen          | 2 - 1 | Vitesse Arnhem     | De Goffert               | 3 de abril | 12:30 |
| ADO Den Haag          | 0 - 1 | FC Groningen       | Kyocera Stadion          | 3 de abril | 14:30 |
| Roda JC Kerkrade      | 1 - 2 | Heerenveen         | Parkstad Limburg Stadion | 3 de abril | 14:30 |
| Ajax Amsterdam        | 3 - 0 | PEC Zwolle         | Amsterdam ArenA          | 3 de abril | 16:45 |

| PEC Zwolle         | 3 - 1 | Roda JC Kerkrade      | IJsseldelta Stadion | 8 de abril  | 20:00 |
| Excelsior          | 1 - 3 | SC Heracles Almelo    | Stadion Woudestein  | 9 de abril  | 18:30 |
| Cambuur Leeuwarden | 0 - 1 | Ajax Amsterdam        | Cambuur Stadion     | 9 de abril  | 19:45 |
| Vitesse Arnhem     | 2 - 2 | ADO Den Haag          | Gelredome           | 9 de abril  | 19:45 |
| PSV Eindhoven      | 2 - 0 | Willem II Tilburg     | Philips Stadion     | 9 de abril  | 20:45 |
| Heerenveen         | 4 - 2 | AZ Alkmaar            | Abe Lenstra Stadion | 10 de abril | 12:30 |
| FC Groningen       | 3 - 1 | De Graafschap         | Euroborg Stadion    | 10 de abril | 14:30 |
| FC Utrecht         | 3 - 1 | NEC Nijmegen          | Nieuw Galgewaard    | 10 de abril | 14:30 |
| Twente Enschede    | 0 - 1 | Feyenoord de Róterdam | De Grolsch Veste    | 10 de abril | 16:45 |

| De Graafschap         | 1 - 1 | Twente Enschede    | De Vijverberg            | 15 de abril | 20:00 |
| Vitesse Arnhem        | 1 - 1 | SC Heracles Almelo | Gelredome                | 16 de abril | 18:30 |
| AZ Alkmaar            | 5 - 1 | PEC Zwolle         | AFAS Stadion             | 16 de abril | 19:45 |
| Feyenoord de Róterdam | 1 - 1 | FC Groningen       | De Kuip Stadion          | 16 de abril | 19:45 |
| Roda JC Kerkrade      | 0 - 3 | PSV Eindhoven      | Parkstad Limburg Stadion | 16 de abril | 20:45 |
| Ajax de Ámsterdam     | 2 - 2 | FC Utrecht         | Amsterdam ArenA          | 17 de abril | 12:30 |
| NEC Nijmegen          | 2 - 1 | Cambuur Leeuwarden | De Goffert               | 17 de abril | 14:30 |
| Willem II Tilburg     | 0 - 2 | ADO Den Haag       | Willem II Stadion        | 17 de abril | 14:30 |
| Excelsior             | 1 - 1 | Heerenveen         | Stadion Woudestein       | 17 de abril | 16:45 |

| FC Groningen       | 1 - 0 | Roda JC Kerkrade      | Euroborg Stadion    | 19 de abril | 18:30 |
| PSV Eindhoven      | 2 - 0 | Vitesse Arnhem        | Philips Stadion     | 19 de abril | 20:45 |
| FC Utrecht         | 0 - 2 | De Graafschap         | Nieuw Galgewaard    | 20 de abril | 18:30 |
| PEC Zwolle         | 2 - 0 | NEC Nijmegen          | IJsseldelta Stadion | 20 de abril | 18:30 |
| SC Heracles Almelo | 2 - 2 | Feyenoord de Róterdam | Polman Stadion      | 20 de abril | 19:45 |
| Heerenveen         | 0 - 2 | Ajax Amsterdam        | Abe Lenstra Stadion | 20 de abril | 20:45 |
| Twente Enschede    | 2 - 0 | Excelsior             | De Grolsch Veste    | 20 de abril | 20:45 |
| ADO Den Haag       | 1 - 2 | AZ Alkmaar            | Kyocera Stadion     | 21 de abril | 18:30 |
| Cambuur Leeuwarden | 1 - 1 | Willem II Tilburg     | Cambuur Stadion     | 21 de abril | 18:30 |

| AZ Alkmaar         | 4 - 1 | De Graafschap         | AFAS Stadion        | 1 de mayo | 14:30 |
| Ajax Amsterdam     | 4 - 0 | Twente Enschede       | Amsterdam ArenA     | 1 de mayo | 14:30 |
| Excelsior          | 2 - 2 | PEC Zwolle            | Stadion Woudestein  | 1 de mayo | 14:30 |
| SC Heracles Almelo | 1 - 1 | ADO Den Haag          | Polman Stadion      | 1 de mayo | 14:30 |
| NEC Nijmegen       | 1 - 2 | Roda JC Kerkrade      | De Goffert          | 1 de mayo | 14:30 |
| PSV Eindhoven      | 6 - 2 | Cambuur Leeuwarden    | Philips Stadion     | 1 de mayo | 14:30 |
| Vitesse Arnhem     | 1 - 3 | FC Utrecht            | Gelredome           | 1 de mayo | 14:30 |
| Willem II Tilburg  | 0 - 1 | Feyenoord de Róterdam | Willem II Stadion   | 1 de mayo | 14:30 |
| Heerenveen         | 1 - 2 | FC Groningen          | Abe Lenstra Stadion | 1 de mayo | 14:30 |

| ADO Den Haag          | 1 - 1 | Heerenveen         | Kyocera Stadion          | 8 de mayo | 14:30 |
| De Graafschap         | 1 - 1 | Ajax Ámsterdam     | De Vijverberg            | 8 de mayo | 14:30 |
| FC Groningen          | 2 - 1 | SC Heracles Almelo | Euroborg Stadion         | 8 de mayo | 14:30 |
| Twente Enschede       | 2 - 2 | Vitesse Arnhem     | De Grolsch Veste         | 8 de mayo | 14:30 |
| FC Utrecht            | 1 - 3 | AZ Alkmaar         | Nieuw Galgewaard         | 8 de mayo | 14:30 |
| Feyenoord de Róterdam | 1 - 0 | NEC Nijmegen       | De Kuip Stadion          | 8 de mayo | 14:30 |
| PEC Zwolle            | 1 - 3 | (C) PSV Eindhoven  | IJsseldelta Stadion      | 8 de mayo | 14:30 |
| Roda JC Kerkrade      | 2 - 3 | Willem II Tilburg  | Parkstad Limburg Stadion | 8 de mayo | 14:30 |
| Cambuur Leeuwarden    | 0 - 2 | Excelsior          | Cambuur Stadion          | 8 de mayo | 14:30 |

|                                  |
| Campeón PSV Eindhoven 23º título |

## Estadísticas
| Vincent Janssen                         | AZ Alkmaar   | 27 | 34 | 0.79 |
| Luuk de Jong                            | PSV          | 26 | 33 | 0.79 |
| Arek Milik                              | Ajax         | 21 | 31 | 0.68 |
| Dirk Kuijt                              | Feyenoord    | 19 | 32 | 0.59 |
| Sébastien Haller                        | Utrecht      | 17 | 33 | 0.52 |
| Hakim Ziyech                            | Twente       | 17 | 33 | 0.52 |
| Christian Santos                        | NEC Nijmegen | 16 | 30 | 0.53 |
| Mike Havenaar                           | ADO Den Haag | 16 | 31 | 0.52 |
| Michiel Kramer                          | Feyenoord    | 14 | 30 | 0.47 |
| Lars Veldwijk                           | PEC Zwolle   | 14 | 33 | 0.42 |
| Davy Klaassen                           | Ajax         | 13 | 31 | 0.42 |
| Markus Henriksen                        | AZ Alkmaar   | 12 | 28 | 0.43 |
| Wout Weghorst                           | Heracles     | 12 | 33 | 0.36 |
| Última actualización: 8 de mayo de 2016 |              |    |    |      |

| Jugador               | Equipo        | Autogoles |
| --------------------- | ------------- | --------- |
| Jeffrey Bruma         | PSV           | 2         |
| Sven van Beek         | Feyenoord     | 2         |
| Rens van Eijden       | NEC Nijmegen  | 2         |
| Joachim Andersen      | Twente        | 1         |
| Tom Beugelsdijk       | ADO Den Haag  | 1         |
| Thijs Bouma           | De Graafschap | 1         |
| Joshua Brenet         | PSV           | 1         |
| Thomas Bruns          | Heracles      | 1         |
| Wessel Dammers        | Cambuur       | 1         |
| Joël Drommel          | Twente        | 1         |
| Xander Houtkoop       | Cambuur       | 1         |
| Hidde Jurjus          | De Graafschap | 1         |
| Derrick Luckassen     | AZ Alkmaar    | 1         |
| Aaron Meijers         | ADO Den Haag  | 1         |
| Louis Nganioni        | Utrecht       | 1         |
| Marvin Peersman       | Cambuur       | 1         |
| Etiënne Reijnen       | Groningen     | 1         |
| Christian Santos      | NEC Nijmegen  | 1         |
| Bruno Uvini           | Twente        | 1         |
| Ron Vlaar             | AZ Alkmaar    | 1         |
| Frank van der Struijk | Willem II     | 1         |
| Maikel van der Werff  | Vitesse       | 1         |
| Bram van Polen        | PEC Zwolle    | 1         |
| Nathaniel Will        | De Graafschap | 1         |
| Gianni Zuiverloon     | ADO Den Haag  | 1         |

| Edouard Duplan                          | ADO Den Haag | 11 | 31 |
| Rick Karsdorp                           | Feyenoord    | 10 | 29 |
| Jürgen Locadia                          | PSV          | 10 | 29 |
| Lars Veldwijk                           | PEC Zwolle   | 10 | 33 |
| Hakim Ziyech                            | Twente       | 10 | 33 |
| Andrés Guardado                         | PSV          | 9  | 25 |
| Joris van Overeem                       | AZ Alkmaar   | 9  | 33 |
| Dabney dos Santos                       | AZ Alkmaar   | 8  | 30 |
| Davy Klaassen                           | Ajax         | 8  | 31 |
| Luuk de Jong                            | PSV          | 8  | 33 |
| Nemanja Gudelj                          | Ajax         | 8  | 34 |
| Sam Larsson                             | Heerenveen   | 8  | 34 |
| Última actualización: 8 de mayo de 2016 |              |    |    |

## Datos y más estadísticas

### Récords de goles
- Primer gol de la temporada: Anotado por Iliass Bel Hassani, para el Heracles contra el Roda JC (8 de agosto de 2015).
- Último gol de la temporada: Anotado por Vincent Janssen, para el AZ Alkmaar contra el Utrecht (8 de mayo de 2016).
- Gol más rápido: Anotado en el minuto 1 por Danny Hoesen en el FC Groningen 3 - 1 SC Heerenveen (13 de septiembre de 2015).
- Gol más cercano al final del encuentro: Anotado en el minuto 96 por Sébastien Haller en el Feyenoord 3 - 2 FC Utrecht (8 de agosto de 2015).

#### Tripletas o pókers
Aquí se encuentra la lista de tripletas o hat-tricks y póker de goles (en general, tres o más goles anotados por un jugador en un mismo encuentro) convertidos en la temporada.
| Fecha      | Jugador         | Goles                    | Local      | Resultado | Visitante       | Jornada    |
| ---------- | --------------- | ------------------------ | ---------- | --------- | --------------- | ---------- |
| 22/8/2015  | Oussama Tannane | 7' · 21' (P) · 29' · 41' | Cambuur    | 1 - 6     | Heracles Almelo | Jornada 3  |
| 12/9/2015  | Luuk de Jong    | 9' (P) · 12' · 42'       | Cambuur    | 0 - 6     | PSV Eindhoven   | Jornada 5  |
| 12/9/2015  | Lars Veldwijk   | 13' · 25' · 57'          | PEC Zwolle | 3 - 0     | Excelsior       | Jornada 5  |
| 18/10/2015 | Dirk Kuijt      | 7' · 32' · 39'           | Heerenveen | 2 - 5     | Feyenoord       | Jornada 9  |
| 25/10/2015 | Dirk Kuijt      | 13' · 59' · 77' (P)      | Feyenoord  | 3 - 1     | AZ Alkmaar      | Jornada 10 |
| 28/11/2015 | Michiel Kramer  | 36' · 55' · 71'          | Excelsior  | 2 - 4     | Feyenoord       | Jornada 14 |
| 28/11/2015 | Lucas Andersen  | 16' · 21' · 45+2'        | Twente     | 1 - 3     | Willem II       | Jornada 14 |
| 24/1/2016  | Vincent Janssen | 26' · 53' · 55'          | AZ Alkmaar | 4 - 2     | Feyenoord       | Jornada 19 |
| 16/4/2016  | Vincent Janssen | 20' · 25' · 69' · 83'    | AZ Alkmaar | 5 - 1     | PEC Zwolle      | Jornada 31 |

## Play-offs

### Liga Europea
| Groningen                                                                                   | 2 - 1        | Heracles Almelo | Euroborg Stadion | 12 de mayo | 18:30 |
| Heracles Almelo                                                                             | (pró.) 5 - 1 | Groningen       | Polman Stadion   | 15 de mayo | 12:30 |
| Heracles clasifica por un global de 6–3 a la Final por un lugar en la Liga Europea 2016-17. |              |                 |                  |            |       |

| PEC Zwolle                                                                                    | 0 - 0 | Utrecht    | IJsseldelta Stadion | 12 de mayo | 20:45 |
| Utrecht                                                                                       | 5 - 2 | PEC Zwolle | Nieuw Galgewaard    | 15 de mayo | 14:30 |
| FC Utrecht clasifica por un global de 5–2 a la Final por un lugar en la Liga Europea 2016-17. |       |            |                     |            |       |

| Heracles Almelo                                                                                      | 1 - 1 | Utrecht         | Polman Stadion   | 19 de mayo | 20:45 |
| Utrecht                                                                                              | 0 - 2 | Heracles Almelo | Nieuw Galgewaard | 22 de mayo | 14:30 |
| Heracles Almelo clasifica por un global de 3–1 a la Tercera Ronda Previa de la Liga Europea 2016-17. |       |                 |                  |            |       |

### Descenso

#### Primera Ronda
| Local                                               | Resultado | Visitante   | Estadio              | Fecha     | Hora  |
| --------------------------------------------------- | --------- | ----------- | -------------------- | --------- | ----- |
| Almere City                                         | 4 - 1     | FC Emmen    | Yanmar Stadion       | 2 de mayo | 20:00 |
| FC Emmen                                            | 1 - 4     | Almere City | JenS Vesting Stadion | 6 de mayo | 18:30 |
| Almere City avanza con un marcador global de 8 - 2. |           |             |                      |           |       |

| Local                                                  | Resultado | Visitante      | Estadio      | Fecha     | Hora  |
| ------------------------------------------------------ | --------- | -------------- | ------------ | --------- | ----- |
| MVV Maastricht                                         | 2 - 1     | FC Volendam    | De Geusselt  | 2 de mayo | 20:00 |
| FC Volendam                                            | 1 - 2     | MVV Maastricht | Kras Stadion | 6 de mayo | 20:45 |
| MVV Maastricht avanza con un marcador global de 4 - 2. |           |                |              |           |       |

#### Semifinales
| Local                                                 | Resultado | Visitante      | Estadio       | Fecha      | Hora  |
| ----------------------------------------------------- | --------- | -------------- | ------------- | ---------- | ----- |
| MVV Maastricht                                        | 0 - 1     | De Graafschap  | De Geusselt   | 13 de mayo | 18:30 |
| De Graafschap                                         | 2 - 1     | MVV Maastricht | De Vijverberg | 16 de mayo | 11:30 |
| De Graafschap avanza con un marcador global de 3 - 1. |           |                |               |            |       |

| Local                                                   | Resultado | Visitante       | Estadio                | Fecha      | Hora  |
| ------------------------------------------------------- | --------- | --------------- | ---------------------- | ---------- | ----- |
| Go Ahead Eagles                                         | 1 - 0     | VVV-Venlo       | De Adelaarshorst       | 13 de mayo | 19:45 |
| VVV-Venlo                                               | 2 - 2     | Go Ahead Eagles | Seacon Stadion De Koel | 16 de mayo | 13:30 |
| Go Ahead Eagles avanza con un marcador global de 3 - 2. |           |                 |                        |            |       |

| Local                                             | Resultado | Visitante    | Estadio             | Fecha      | Hora  |
| ------------------------------------------------- | --------- | ------------ | ------------------- | ---------- | ----- |
| FC Eindhoven                                      | 1 - 0     | NAC Breda    | Jan Louwers Stadion | 13 de mayo | 19:45 |
| NAC Breda                                         | 2 - 0     | FC Eindhoven | Rat Verlegh Stadion | 16 de mayo | 13:30 |
| NAC Breda avanza con un marcador global de 2 - 1. |           |              |                     |            |       |

| Local                                             | Resultado | Visitante   | Estadio           | Fecha      | Hora  |
| ------------------------------------------------- | --------- | ----------- | ----------------- | ---------- | ----- |
| Almere City                                       | 0 - 1     | Willem II   | Yanmar Stadion    | 13 de mayo | 20:45 |
| Willem II                                         | 5 - 2     | Almere City | Willem II Stadion | 16 de mayo | 15:45 |
| Willem II avanza con un marcador global de 6 - 2. |           |             |                   |            |       |

#### Finales
| Local                                                        | Resultado | Visitante | Estadio             | Fecha      | Hora  |
| ------------------------------------------------------------ | --------- | --------- | ------------------- | ---------- | ----- |
| NAC Breda                                                    | 2 - 1     | Willem II | Rat Verlegh Stadion | 19 de mayo | 18:30 |
| Willem II                                                    | 3 - 1     | NAC Breda | Willem II Stadion   | 22 de mayo | 16:45 |
| Willem II permanece en la Eredivisie por un global de 4 - 3. |           |           |                     |            |       |

| Local                                                            | Resultado | Visitante       | Estadio          | Fecha      | Hora  |
| ---------------------------------------------------------------- | --------- | --------------- | ---------------- | ---------- | ----- |
| Go Ahead Eagles                                                  | 4 - 1     | De Graafschap   | De Adelaarshorst | 19 de mayo | 19:45 |
| De Graafschap                                                    | 1 - 1     | Go Ahead Eagles | De Vijverberg    | 22 de mayo | 12:30 |
| Go Ahead Eagles ascendió a la Eredivisie por un global de 5 - 2. |           |                 |                  |            |       |